# Studi naturali
Studi naturali è un manoscritto miniato del XVI secolo contenente scene di natura. Faceva parte della biblioteca dell'imperatore Rodolfo II.

## Descrizione fisica
È un codice in pergamena che misura 48,7 x 36,1 centimetri rilegato in pelle verde, conservato presso la Biblioteca nazionale austriaca di Vienna

## Contenuto
Fa parte della Biblioteca imperiale dal 1783 quando la biblioteca personale di Rodolfo II vi fu trasferita. Le immagini presenti, raggruppate per tema, sono immagini di piante, uccelli, mammiferi, insetti, pesci e paesaggi naturali. Le tecniche di riproduzione sono molto diverse: si va da semplici disegni a studi approfonditi con immagini dettagliate.
Molti degli animali riprodotti nel volume si trovano nel museo di Rodolfo II e forse servirono da modello. Le tecniche di riproduzione usate sono: penna con inchiostro, acquarello, tempera. Gli autori sono diversi.